# Paula Barreto
Paula Andrea Barreto Velásquez, conosciuta come Paula Barreto (Medellín, 31 agosto 1979), è un'attrice colombiana.

## Filmografia

### Cinema
- El escritor de telenovelas, regia di  Dotheé Reichmann (2011)

### Televisione
- En los tacones de Eva – serial TV (2006-2008)
- Sobregiro de amor – serial TV (2007-2008)
- Súper pá – serial TV (2008)
- Cómplices – serial TV (2008)
- Doña Bárbara – serial TV (2008-2009)
- Sin senos no hay paraíso – serial TV (2008-2009)
- Niños ricos pobres padres - serial TV (2009-2010)
- Amor en custodia - serial TV (2009-2010)
- El cartel - serial TV (2010)
- El clon - serial TV (2010)
- Decisiones extremas - serial TV (2010)
- Ojo por ojo - serial TV (2010-2011)
- La chica de mis sueños - serial TV (2011)
- Primera dama - serial TV (2011-2012)
- A corazón abierto - serial TV (2012)
- Historias clasificadas - serie TV (2012)
- Mujeres al límite - serial TV (2013)
- ¿Quién eres tú? - serial TV (2013)
- La suegra - serial TV (2014)
- Los años maravillosos - serial TV (2014)
- Quien mató a Patricia Soler - serial TV (2015)
- Las santísimas – seríal TV (2015-2016)
- Io sono Franky (Yo soy Franky) – serial TV (2015-2016)
- Anónima - serial TV (2016)
- Francisco el matemático: Clase 2017 – serial TV (2017)
- La nocturna – serial TV (2017)
- El Chapo - serie TV (2018)
- Las muñecas de la mafia - serial TV (2019)
- El final del paraíso - serial TV (2019)
- Operación Pacifico - serial TV (2020)
- Pa' quererte - serial TV (2020-2021)
- Enfermeras - serial TV (2021)
- Lala's Spa - serial TV (2021)
- El Cartel de los Sapos: el origen - serial TV (2021)
- Entre sombras - serie TV (2022)
- De brutas, nada - serial TV (2023)
- Manes - serie TV (2023)
- Romina poderosa - serie TV (2023)
- Consuelo - serie TV (2024)

## Doppiatrici italiane
Nelle versioni in italiano delle opere in cui ha recitato, Paula Barreto è doppiata da:
- Laura Amadei in Io sono Franky[1]